# Rhododendron cyanocarpum
Rhododendron cyanocarpum är en ljungväxtart som först beskrevs av Adrien René Franchet, och fick sitt nu gällande namn av William Wright Smith. Rhododendron cyanocarpum ingår i släktet rododendron, och familjen ljungväxter. Inga underarter finns listade i Catalogue of Life.